# Maurus van Piacenza
Niet te verwarren met Mauro Piacenza (1944), kardinaal-priester

Maurus van Piacenza (Romeinse Rijk – Placentia, 448 of 449) was bisschop van Piacenza van 420 tot zijn dood in 448 of 449 naargelang de bron. Hij was bisschop in het West-Romeinse Rijk in Noord-Italië aan de rivier Po. De Latijnse naam van Piacenza is Placentia.

## Legende

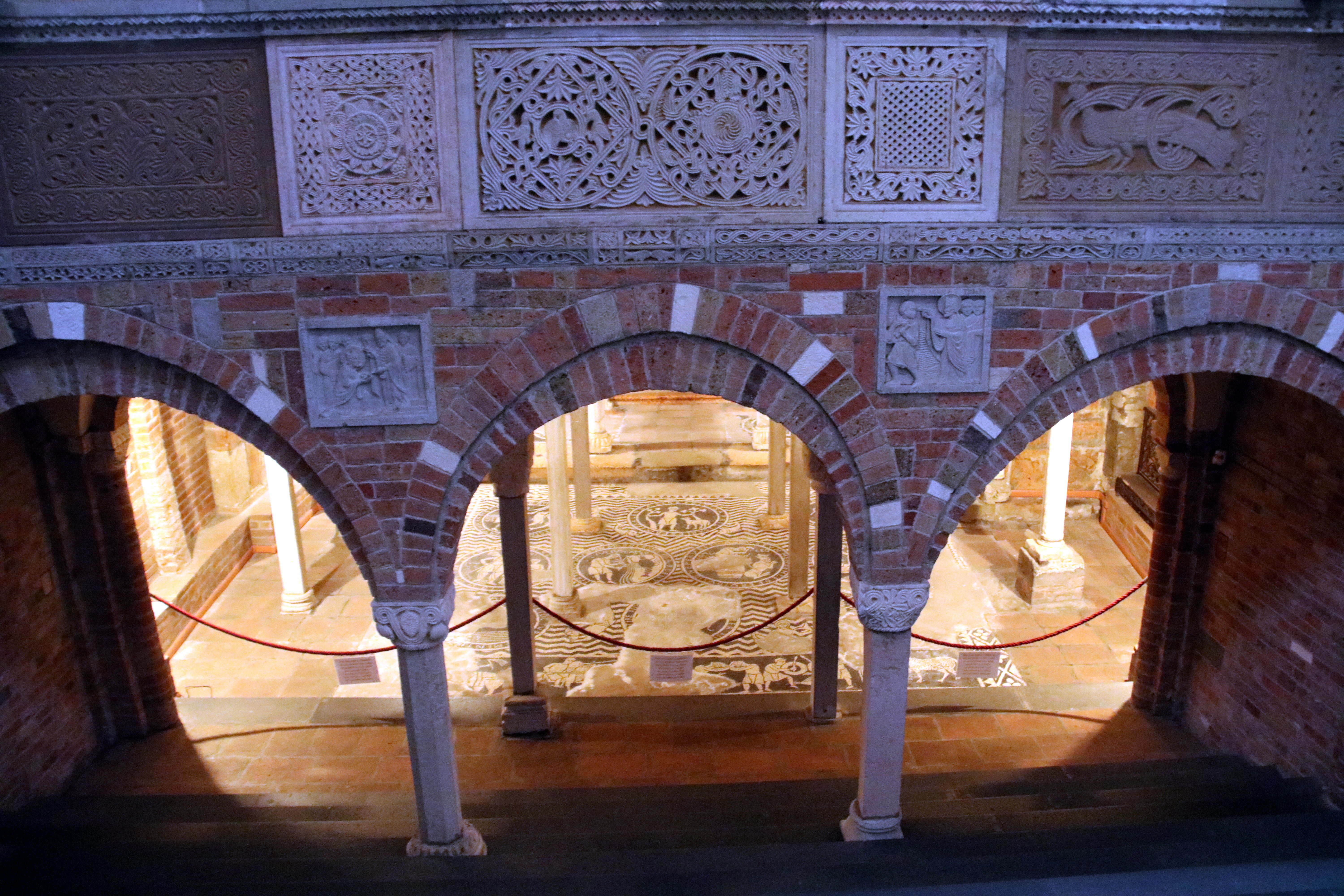
Basilica di San Savino in Piacenza (Italië). Crypte

In het jaar 420 werd Maurus verkozen tot bisschop van Piacenza, en was volgens de traditie de derde bisschop van Piacenza. Van Maurus is bekend dat hij zich toelegde op de heiligenverering. Zo verspreidde hij de nagedachtenis van zijn voorganger, Savinus, tweede bisschop van Piacenza, voor diens heiligverklaring. Hij ijverde ook voor de heiligverklaring van Victoria, Eusebius, Gelasus en de diakens Victor en Donninus.
Toen het dode lichaam van Germanus van Auxerre overgebracht werd van het keizerlijk hof in Ravenna naar Auxerre, zorgde Maurus voor een eervolle doortocht (448).
Maurus werd begraven in de kerk delle Mose naast de heilige Sevinus. Deze kerk bestaat niet meer.

## Verering
In de middeleeuwen werd Maurus heilig verklaard; Maurus wordt samen met andere heilige bisschoppen van Piacenza vereerd op 26 oktober.
De oudste afbeelding van Maurus dateert van de vijftiende eeuw; ze is terug te vinden in de crypte van de Basiliek San Sevino in Piacenza.